# Каліна (Мазовецьке воєводство)
Каліна (пол. Kalina) — село в Польщі, у гміні Варка Груєцького повіту Мазовецького воєводства.
Населення — 93 особи (2011).
У 1975—1998 роках село належало до Радомського воєводства.

## Демографія
Демографічна структура станом на 31 березня 2011 року:
|          | Загалом | Допрацездатний вік | Працездатний вік | Постпрацездатний вік |
| -------- | ------- | ------------------ | ---------------- | -------------------- |
| Чоловіки | 42      | 7                  | 23               | 12                   |
| Жінки    | 51      | 8                  | 31               | 12                   |
| Разом    | 93      | 15                 | 54               | 24                   |